# Spiroctenus exilis
Spiroctenus exilis is een spinnensoort in de taxonomische indeling van de bruine klapdeurspinnen (Nemesiidae).
Spiroctenus exilis werd in 1938 beschreven door Lawrence.